# Pilot Rock
Pour les articles homonymes, voir Pilot Rock (Arizona) et Pilot Rock (municipalité).
Ne doit pas être confondu avec Pilot Butte.
Pilot Rock est un sommet culminant à 1 801 mètres d'altitude dans la chaîne des Cascades, dans le Sud-Ouest de l'Oregon aux États-Unis. Il s'agit d'un neck.